# Pabellón de Arteaga
Pabellón de Arteaga là một đô thị thuộc bang Aguascalientes, México. Năm 2005, dân số của đô thị này là 38912 người.